# Дольская улица
До́льская у́лица (до 5 апреля 1965 года — Сове́тская у́лица (Ле́нино), до 1960 года — Сове́тская у́лица посёлка Ленино) — улица в Южном административном округе города Москвы на территории района Орехово-Борисово Северное.

## История
Улица находится на территории бывшего посёлка Ленино, где она называлась Сове́тская у́лица. В 1960 году посёлок Ленино вошёл в состав Москвы, улица получила название Сове́тская у́лица (Ле́нино), а 5 апреля 1965 года для устранения одноимённости была переименована и получила современное название по селу Дольскому, месту рождения зодчего В. И. Баженова (1737—1799).

## Расположение
Дольская улица проходит по территории музея-заповедника «Царицыно» от площади перед Большим Царицынским дворцом, на которой расположен фундамент Большого Кавалерского дворца, на север мимо храма иконы Божией Матери «Живоносный Источник», по Большому (Готическому) мосту пересекает Большой (Оранжерейный) овраг, поворачивает на восток, проходит до Дома удельного ведомства, поворачивает на северо-восток и оканчивается; продолжением улицы является безымянная аллея, проходящая до Новоцарицынского шоссе, за которым продолжается как Садово-Крестьянская улица (согласно Яндекс.Картам; на картах OpenStreetMap аллея и Садово-Крестьянская улица обозначены как часть Дольской улицы, которая, таким образом, проходит до Шипиловского проезда; на Картах Google аллея обозначена как часть Садово-Крестьянской улицы, таким образом, Дольская улица продолжается как Садово-Крестьянская улица). На картах Дольская улица отмечена как расположенная на территории района Орехово-Борисово Северное, однако Общемосковский классификатор улиц Москвы указывает, что улица также относится к району Царицыно, а на официальной карте района Царицыно отмечен участок Дольской улицы, расположенный на территории района Царицыно между Новоцарицынским шоссе, улицей Тюрина и Средним Царицынским прудом. Нумерация домов начинается от южного конца улицы.

## Примечательные здания и сооружения
По нечётной стороне:
- д. 1, д. 1, стр. 2, д. 1, стр. 3 — 1-й, 2-й, 3-й Кавалерские корпуса;
- д. 1, стр. 4 — Хлебный дом;
- д. 1, стр. 5 — Оперный дом;
- д. 1, стр. 6 — Большой Царицынский дворец;
- д. 1, стр. 6а — Входной павильон (кассы музея-заповедника «Царицыно»);
- д. 1, стр. 7 — Малый дворец.

По чётной стороне:
- д. 2 — храм иконы Божией Матери «Живоносный Источник» в Царицыне;
- д. 10, стр. 1 — ресторан «Усадьба» на Поповой горе (бывший Дом удельного ведомства);
- д. 10, стр. 3 — коннооздоровительный клуб «Царицыно».

## Транспорт

### Автобус
По Дольской улице автобусы не проходят. У северо-восточного конца улицы, на Новоцарицынском шоссе, расположена остановка «Дольская улица» автобусов м82, с854.

### Метро
- Станция метро «Орехово» Замоскворецкой линии — юго-восточнее улицы, в Шипиловском проезде.
- Станция метро «Царицыно» Замоскворецкой линии — северо-западнее улицы, на пересечении Каспийской и Луганской улиц.

### Железнодорожный транспорт
- Станция Царицыно Курского направления Московской железной дороги — северо-западнее улицы, между Бутовской, Каспийской и Луганской улицами и улицей Тюрина.